# Thailandske premierministre
Thailandske premierministre

Ud af 30 premierministre siden enevældets ophævelse ved militærkuppet i 1932, har der været 11 militærofficerer, 9 jurister, 6 erhvervsledere, 3 embedsmænd og 1 universitetslektor som premierminister for Thailand.
1. 28-06-1932 – 20-06-1933: Phraya Manopakorn Nitithada, jurist
2. 21-06-1933 – 13-12-1938: Phraya Phahonphonphayuhasena, militærofficer
3. 16-12-1938 – 01-08-1944 + 08-04-1948 – 16-09-1957: Plaek Phibunsongkhram, militærofficer
4. 01-08-1944 – 31-08-1945 + 31-01-1946 – 24-03-1946 + 10-11-1947 – 08-04-1948: Khuang Aphaiwong, embedsmand
5. 31-08-1945 – 17-09-1945: Thawi Bunyaket, embedsmand
6. 17-09-1945 – 31-01-1946 + 25-02-1975 – 13-03-1975 + 20-04-1976 – 06-10-1976: Seni Pramoj, jurist
7. 24-03-1946 – 23-08-1946: Pridi Banomyong, jurist
8. 23-08-1946 – 08-11-1947: Thawan Thamrongnawasawat, militærofficer
9. 21-09-1957 – 01-01-1958: Pote Sarasin, jurist
10. 01-01-1958 – 20-10-1958 + 09-12-1963 – 14-10-1973: Thanom Kittikachorn, militærofficer
11. 09-02-1959 – 08-12-1963: Sarit Thanarat, militærofficer
12. 14-10-1973 – 26-02-1975: Sanya Dharmasakti, jurist
13. 14-03-1975 – 20-04-1976: Kukrit Pramoj, erhvervsleder
14. 08-10-1976 – 19-10-1977: Chatichai Choonhavan, jurist
15. 11-11-1977 – 03-03-1980: Kriangsak Chamanan, militærofficer
16. 03-03-1980 – 04-08-1988: Prem Tinsulanonda, militærofficer
17. 04-08-1988 – 23-02-1991: Chatichai Choonhavan, jurist
18. 02-03-1991 – 23-03-1992 + 10-02-1992 – 22-09-1992: Anand Panyarachun, erhvervsleder
19. 07-04-1992 – 24-05-1992: Suchinda Kraprayoon, militærofficer
20. 20-09-1992 – 13-07-1995 + 09-11-1997 – 09-02-2001: Chuan Leekpai, jurist
21. 27-05-1994 – 19-05-1995 + 13-07-1995 – 24-11-1996: Banharn Silpa-archa, jurist
22. 25-11-1996 – 08-11-1997: Chavalit Yongchaiyudh, militærofficer
23. 09-02-2001 – 19-09-2006: Thaksin Shinawatra, erhvervsleder
24. 01-10-2006 – 29-01-2008: Surayud Chulanont, militærofficer
25. 29-01-2008 – 09-09-2008: Samak Sundaravej, embedsmand
26. 18-09-2008 – 02-12-2008: Somchai Wongsawat, jurist
27. 17-12-2008 – 05-08-2011: Abhisit Vejjajiva, universitetslektor
28. 05-08-2011 – 07-05-2014: Yingluck Shinawatra, erhvervsleder
29. 24-08-2014 – 22-08-2023: Prayut Chan-o-cha, militærofficer
30. 22-08-2023 – 14-08-2024: Srettha Thavisin, erhvervsleder
31. 16-08-2024 : Paetongtarn Shinawatra, erhvervsleder